# 유엔 안전 보장 이사회 결의 제2713호
유엔 안전보장이사회 결의안 2713호는 2023년 12월 1일에 채택되었다. 결의안의 주요 내용은 안전보장이사회는 소말리아에 기반을 둔 알샤바브에 대한 제재 체제를 2024년 12월 15일까지 갱신하기로 하는 것이다.
프랑스는 기권표를 던졌다.

## 같이 보기
- 유엔 안전보장이사회 결의안 2701 ~ 2800호 목록